# Luci Valeri Flac (mestre de la cavalleria)
Luci Valeri Flac (en llatí: Lucius Valerius Flaccus) va ser un militar romà del segle iv aC. Formava part de la gens Valèria una antiga gens romana d'origen sabí, i portava el cognomen de Flac.
Va ser magister equitum nomenat pel dictador Marc Emili Pap a l'any 321 aC.